# جزيرة كالا إيريس
كالا إيريس هي جزيرة صغيرة تقع في البحر الأبيض المتوسط في خليج قرية كالا إيريس، التي تنتمي إلى بلدية  بني بوفراح الريفية في محافظة الحسيمة شمال المغرب. جزيرة كالا إيريس هي واحدة من الأماكن القليلة التي توجد فيها بطلينوس صدئة، ويبلغ عددها 110 عينة.